# Wzór całkowy Cauchy’ego

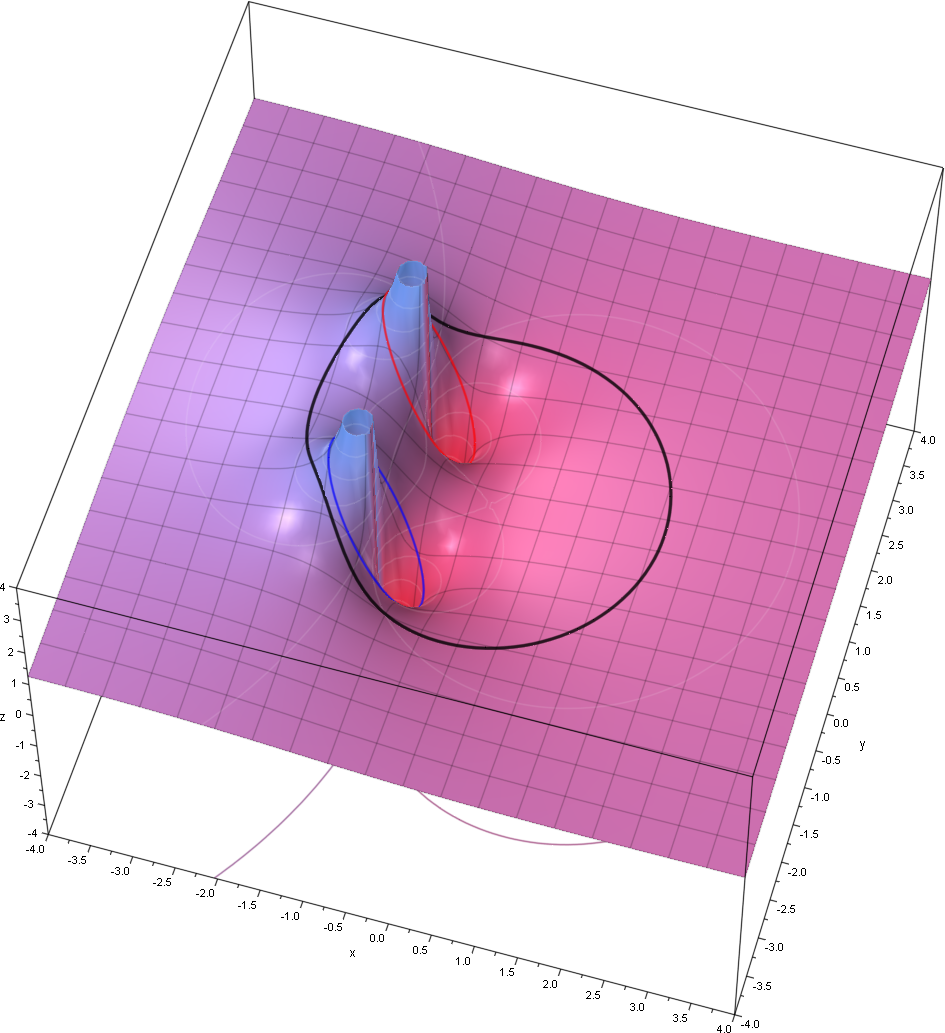
Ilustracja do wzoru całkowego Cauchy'ego w analizie zespolonej. Wykonane za pomocą MuPad.

Wzór całkowy Cauchy’ego – istotny wzór analizy zespolonej. Wyraża fakt, że funkcja holomorficzna zdefiniowana na dysku jest całkowicie zdeterminowana przez wartości, które przyjmuje na brzegu tego dysku.
Załóżmy, że {\displaystyle U} jest zbiorem otwartym zawartym w {\displaystyle \mathbf {C} } oraz {\displaystyle f\colon U\to \mathbf {C} } jest funkcją holomorficzną, a koło {\displaystyle D=\{z:|z-z_{0}|\leqslant r\}} zawiera się w {\displaystyle U.} Niech {\displaystyle \gamma } będzie okręgiem tworzącym brzeg {\displaystyle D.} Wówczas dla każdego {\displaystyle a} należącego do wnętrza {\displaystyle D} zachodzi:
{\displaystyle f(a)={\frac {1}{2\pi i}}\oint \limits _{\gamma }{\frac {f(z)}{z-a}}\,dz,}
gdzie krzywa {\displaystyle \gamma } jest zorientowana dodatnio względem swego wnętrza (obiega je w kierunku przeciwnym do ruchu wskazówek zegara).

## Przykład użycia
Rozważmy funkcję
{\displaystyle f(z)={\frac {z^{2}}{z^{2}+2z+2}}}
oraz kontur {\displaystyle C,} opisany zależnością: {\displaystyle |z|=2.}
Aby znaleźć całkę {\displaystyle f(z)} po konturze, poszukujemy punktów osobliwych funkcji {\displaystyle f(z).} Funkcję {\displaystyle f} możemy zapisać:
{\displaystyle f(z)={\frac {z^{2}}{(z-z_{1})(z-z_{2})}}} gdzie {\displaystyle z_{1}=-1+i,\quad z_{2}=-1-i.}
Otrzymane punkty mają moduł mniejszy niż 2, wobec czego leżą wewnątrz konturu i muszą zostać rozpatrzone. Korzystając z lematu Cauchy’ego-Goursat’a, możemy wyrazić całkę po konturze jako sumę całek wokół punktów {\displaystyle z_{1}} i {\displaystyle z_{2},} gdzie jako kontur przyjmujemy dowolnie małe otoczenie obu punktów. Nazwijmy te kontury {\displaystyle C_{1}} wokół {\displaystyle z_{1}} oraz {\displaystyle C_{2}} wokół {\displaystyle z_{2}.}
Zatem w {\displaystyle C_{1}} zdefiniowana poniżej funkcja {\displaystyle g_{1}} jest analityczna (bo kontur nie zawiera punktu {\displaystyle z_{2}}).
{\displaystyle g_{1}(z)={\frac {z^{2}}{z-z_{2}}}}
dlatego:
{\displaystyle \oint \limits _{C_{1}}{\frac {\left({\frac {z^{2}}{z-z_{2}}}\right)}{z-z_{1}}}\,dz=2\pi i{\frac {z_{1}^{2}}{z_{1}-z_{2}}}.}
Dla drugiego konturu postępujemy analogicznie:
{\displaystyle g_{2}(z)={\frac {z^{2}}{z-z_{1}}}}
{\displaystyle \oint \limits _{C_{2}}{\frac {\left({\frac {z^{2}}{z-z_{1}}}\right)}{z-z_{2}}}\,dz=2\pi i{\frac {z_{2}^{2}}{z_{2}-z_{1}}}.}
Całka po obszarze {\displaystyle C} jest sumą dwóch powyższych całek:
{\displaystyle {\begin{aligned}\oint \limits _{C}{\frac {z^{2}}{z^{2}+2z+2}}\,dz&=\oint \limits _{C_{1}}{\frac {\left({\frac {z^{2}}{z-z_{2}}}\right)}{z-z_{1}}}\,dz+\oint \limits _{C_{2}}{\frac {\left({\frac {z^{2}}{z-z_{1}}}\right)}{z-z_{2}}}\,dz\\[1ex]&=2\pi i\left({\frac {z_{1}^{2}}{z_{1}-z_{2}}}+{\frac {z_{2}^{2}}{z_{2}-z_{1}}}\right)\\[1ex]&=2\pi i(-2)\\[1ex]&=-4\pi i.\end{aligned}}}